# 蘇爾斯凱
48°18′33″N 34°35′56″E / 48.30917°N 34.59889°E
蘇爾斯凱（羅馬化：Surske）是烏克蘭中部的村莊，隸屬第聶伯羅彼得羅夫斯克州的第聶伯羅區。該村處於莫克拉蘇拉河畔，分別距離赫魯希夫卡1公里和奧列尼夫卡2.5公里，海拔高度76米，2001年人口116。